# جوش هاريس
جوش هاريس (بالإنجليزية: Josh Harris)‏ هو لاعب كرة القدم الكندية أمريكي، ولد في 22 يناير 1991 في دانكنفيل في الولايات المتحدة.

## وصلات خارجية
- جوش هاريس على موقع مرجع كرة القدم المحترفة.كوم (الإنجليزية)
- جوش هاريس على موقع كلية كرة القدم في سبورتس رفرنس.كوم (الإنجليزية)